# LGBT práva v Argentině

Duhová mapa Argentiny

Argentina patří spolu s Brazílií a Uruguayí v otázce práv leseb, gayů, bisexuálů a transgender osob (LGBT) mezi nejvíce rozvinuté země Latinské Ameriky. Homosexuální páry zde mají zcela rovný přístup ke všem právním institutům náležících heterosexuálním párům jako je manželství a plná adopční práva. Argentina je zároveň také druhou zemí na americkém kontinentu, první zemí v Latinské Americe a desátou zemí ve světě, která legalizovala stejnopohlavní manželství.

## Zákony týkající se stejnopohlavní sexuální aktivity
Stejnopohlavní sexuální styk je v Argentině legální od r. 1887 a legální věk způsobilosti k pohlavnímu styku je pro obě orientace stanoven na 15 let.

## Historie
Ačkoli stejnopohlavní sexuální aktivita byla na tomto území dekriminalizována už v r. 1887 nebyly přijaty žádné zákony chránící LGBT osoby a veřejné mínění bylo vůči homosexualitě spíše negativní.

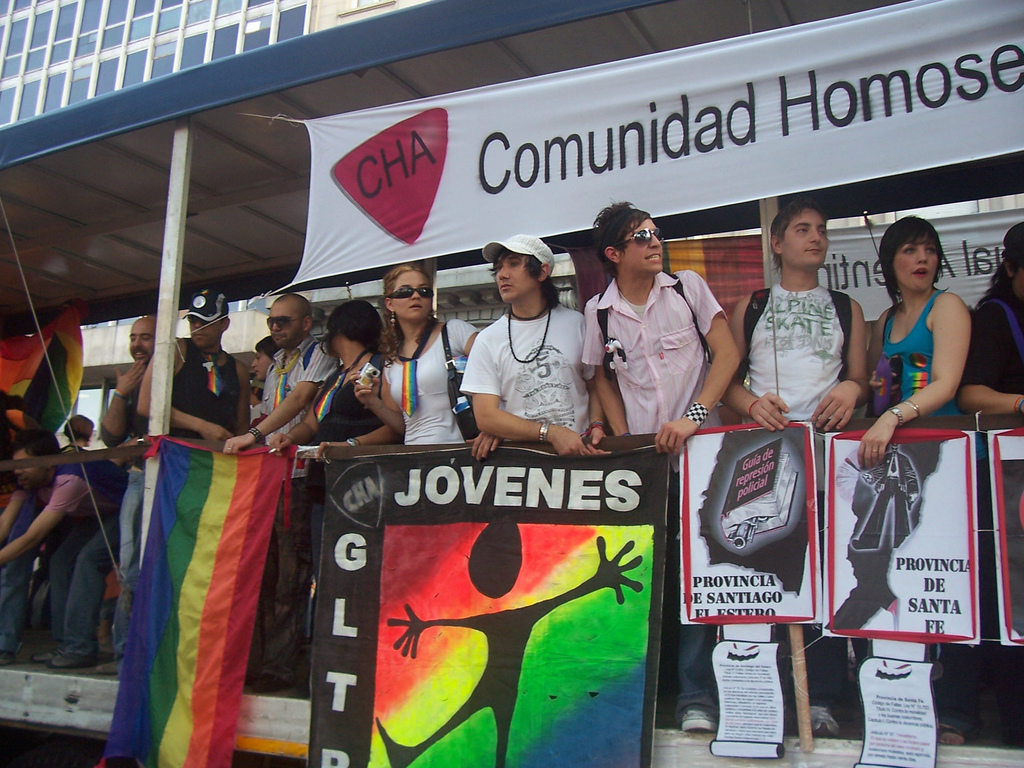

Během 19. století se na homosexualitu nahlíželo jako na duševní poruchu a často se jí využívalo jako nástroje pro perzekuci politických oponentů nebo nějakého zla, které přišlo ze zahraničí. Rovněž se jí přidávala souvislost s prostitucí a sexuální turistikou. Promítání filmu s homosexuální tematikou r. 1914 s názvem Los Invertidos bylo nakonec zrušeno i přes kladné stanovisko zdravotníků, kteří se snažili o první veřejnou diskusi o homosexualitě.
Policejní harašment homosexuálů nejvíce vzrůstal v období vlády prvního prezidenta José Félixe Uriburu. V r. 1936 masový postih homosexuálních mužů měl za následek legalizaci a regulace heterosexuální prostituce založenou na argumentaci, že muži se homosexuály stávají ze zoufalství. Zprávy o politice v období perónismu v letech 1946–55 jsou neurčité a rozporuplné. V r. 1946 Eva Perón svěřila svojí osobní ochranu Miguelu de Molinovi a některé zprávy z té doby tvrdí, že Juan Perón tlačil na policii a vojsko, aby napadali homosexuály.
Mezi první LGBT hnutí se počítá založení Muestra Mundo (1969) a Safo (1972). Obě dohrodmady se držely hesla fronta za liberalizaci homosexuality a zasazovaly se za rozšíření občanských práv za podpory levicových stran. Po státním převratu 23. března 1976 a nastolení vlády vojenské junty byly tisíce jejich členů obětí politických represí.Po návratu demokracie r. 1982 došlo k obnovení LGBT hnutí, otevřely se první gay bary, LGBT komunita se začala dál více zviditelňovat a docházelo k prvním festivalům gay pride a politickému aktivismu. Kromě toho dvě velkoměsta Buenos Aires a Rosario přijaly anti-diskriminační legislatvu chránící LGBT osoby.
Přestože se jim nedostalo oficiálního uznání, tak do r. 1992 Homosexuální komunita Argentiny vedla kampaň za uznání práv LGBT lidí. Od r. 1987 se kromě ochrany práv homosexuálních mužů začalo usilovat i o práva leseb a bisexuálních žen založením hnutí Cuadernos de Existencia Lesbiana. K výraznému pokroku a sociální změně docházelo nejvíce v průběhu 90. let.

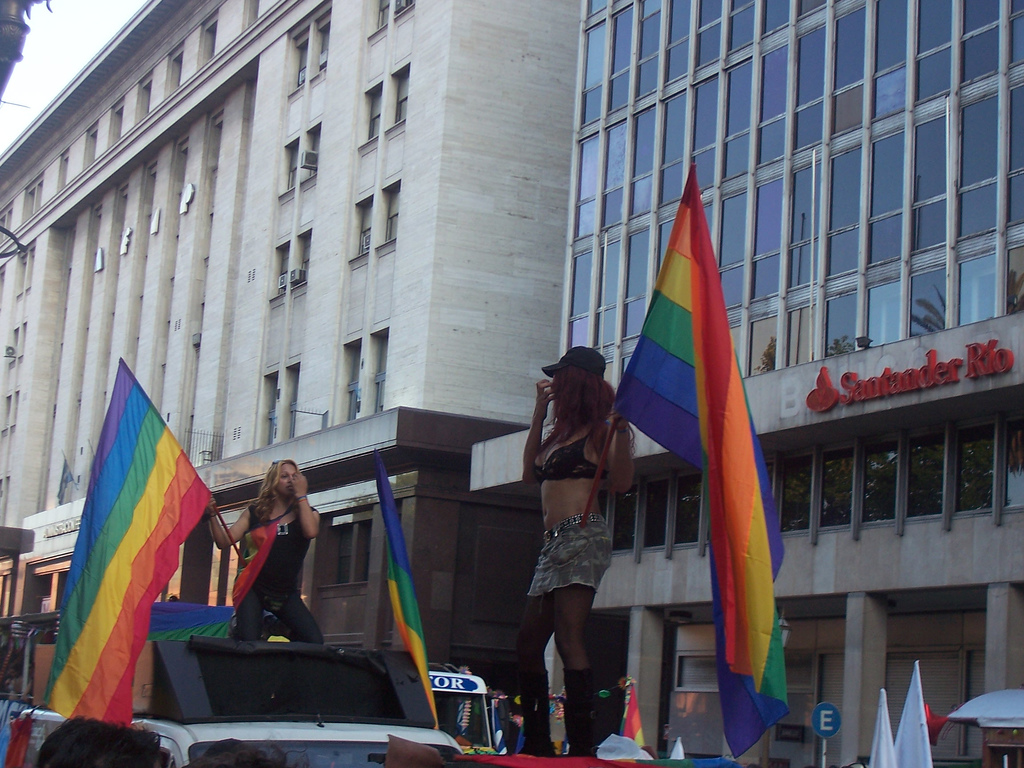
Buenos Aires Pride

V r. 2007 se konal Mezinárodní gay světový pohár v Buenos Aires s argentinským vítězným týmem.
V poslední době hodně vzrůstá podpora LGBT turistiky v Buenos Aires v naději, že aktivní cestovní ruch zahraničních turistů oživí ekonomiku.

## Stejnopohlavní soužití

### Registrované partnerství v Argentině
Po uzákonění registrovaných partnerství v provincii Río Negro a Hl. městě Buenos Aires nařídil soud provincie Córdoba povolit navštěvy homosexuálních věznů s jejich stejnopohlavními protějšky. Zákon umožňující homosexuálním párům uzavírat registrované partnerství byl uzákoněn v Buenos Aires a provincii Río Negro r. 2003 a r. 2007 ve městě Villa Carlos Paz. V r. 2009 učinilo stejný krok město Río Cuarto. Registrované partnerství garantovalo homosexuálním párům vesměs stejná práva a povinnosti jako mají manželé kromě adopčních práv.
Podle průzkumu ze začátku r. 2007 75 % obyvatel Buenos Aires podporovalo právo gayů a leseb uzavírat sňatek, zatímco v r. 2009 jich bylo 66 % při představě, že by prošly na celostátní úrovni.

### Rozsudek z r. 2009
V listopadu 2009 rozhodly místní soudy, že neumožnit homosexuálním párům uzavírat sňatek je protiústavní, a dvěma homosexuálům Alexovi Freyre a Jose Maria Di Bello bylo umožněno se vzít. Rozhodnutí soudu bylo považováno za první krok dle agentury Reuters, která shledala, že toto je první fáze toho, aby se tato katolická země stala první v Latinské Americe, která uzákoní stejnopohlavní manželství. Freyre a Di Bello jsou v současné době prvním homosexuálním manželským párem v Latinské Americe. Předseda zastupitelstva Hl. města Buenos Aires Mauricio Macri rozhodl, že město proti rozhodnutí nevydá žádné odvolání. Navíc sám potvrdil, že rozhodnutí je naprosto nezbytný krok v emancipaci sexuálních menšin, nýbrž se národ musí naučit respektovat osobní svobodu občanů a garantovat jim rovná práva a povinnosti, později sám konstatoval, že je nezbytné tuto realitu i akceptovat celostátně, a že se Argentina musí přiblížit světové politice LGBT hnutí. Svatba byla nakonec zamítnutá rozhodnutím soudu vyššího stupně. Nakonec gay pár znovu uzavřel sňatek ve městě Ushuaia, provincii Tierra del Fuego za podpory primátora Fabiana Ría, který podespal dekret garantující platnost rozhodnutí soudu nižšího stupně. Díky tomuto se ostatní homosexuální páry odhodlaly a sepsaly žalobu na Argentinu o neústavnosti rozhodnutí ostatních oblastí země neumožnit jim uzavírat sňatky, když provincie Tierra del Fuego to umožňuje.

### Uzákonění stejnopohlavního manželství v Argentině

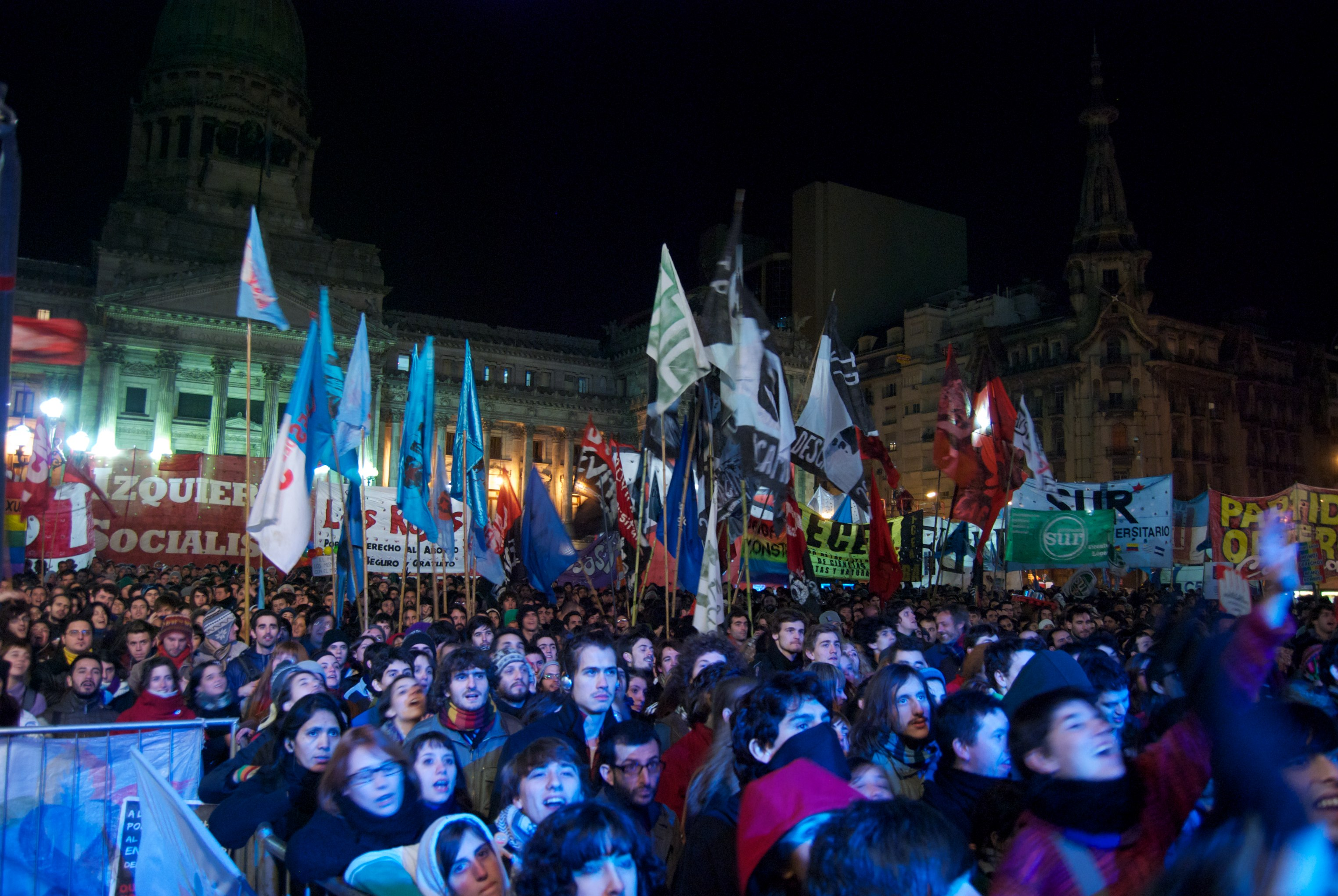
Manifestace za homosexuální manželství

Stejnopohlavní manželství bylo v Argentině uzákoněné na federální úrovni po kladném stanovisku Poslanecké sněmovny a Senátu 15. července 2010.). Homosexuální páry tím tudíž získaly zcela stejná práva a povinnosti jako mají heterosexuální páry, vč. společné adopce dětí. Některá města s přijetím nového zákona o genderově-neutrálních manželství však stále ponechala institut registrovaného partnerství jako jiné možné alternativy právně ošetřit svazek dvou osob. Přijetím zákona se Argentina stala první zemí Ameriky legalizující stejnopohlavní manželství, v Latinské Americe a ve světě spolu s Belgií, Kanadou, Islandem, Nizozemskem, Norskem, Portugalskem, Jižní Afrikou, Španělskem a Švédskem.

## Anti-diskriminační zákony
Od r. 2013 neexistují žádné federální zákony, které se přímo zabývají diskriminací na základě sexuální orientace nebo genderové identity, ačkoli Buenos Aires a Rosario (třetí největší město Argentiny ovládané Socialistickou stranou Argentiny) mají sexuální orientaci zahrnutou ve vlastních zákonech. 13. srpna 2010 Poslanecká sněmovna přijala novelu antidiskriminačního zákona týkajícího se sexuální orientace a genderové identity, ale Senát ji zamítnul. Nově navržené zákony byly představeny v květnu 2013.

### Služba gayů a leseb v armádě
27. února 2009 Argentina novelizovala branný zákon garantující gayům a lesbám právo otevřeně sloužit v řadách ozbrojených sil a chránící se je před diskriminací na základě sexuální orientace. Zákon nabyl účinnosti hned 6 měsíců po prvním čtení.

## Práva transgender osob a jejich ochrana před diskriminací
V určitých lokalitách je crossdressing ilegální a diskriminace a harašment na základě genderové identity je zatím stále velmi ožehavá téma, ačkoli se i transgender komunita velmi angažuje v politickém aktivismu.
V r. 1997 vzniklo hnutí 'Asociación de Lucha por la Identidad TravestiTranssexual bránící práva transgender osob. Jedním z jejich velkých úspěchu bylo odvolacího soudu vyššího stupně r. 2006 v případu organizování kampaně na ochranu práv transgender lidí.
V r. 2007 Nejvyšší soud přiznal právo 17leté osobě podstoupit úřední změnu pohlaví po chirurgickém zákroku.

## Životní úroveň
| Legální stejnopohlavní styk                                                             | (1887)                                                                                                  |
| Stejný věk legální způsobilosti k pohlavnímu styku pro obě orientace                    | Yes |
| Anti-diskriminační zákony v zaměstnání                                                  | / (federální anti-diskriminační zákony jsou v jednání, momentálně platí jenom v Buenos Aires a Rosariu) |
| Anti-diskriminační zákony ve zboží a službách                                           | / (federální anti-diskriminační zákony jsou v jednání, momentálně platí jenom v Buenos Aires a Rosariu) |
| Anti-diskriminační zákony v ostatních oblastech (homofobní urážky, zločiny z nenávisti) | / (federální anti-diskriminační zákony jsou v jednání, momentálně platí jenom v Buenos Aires a Rosariu) |
| Stejnopohlavní manželství                                                               | Yes |
| Jiná forma stejnopohlavního soužití                                                     | Yes |
| Adopce dítěte partnera                                                                  | Yes |
| Společná adopce stejnopohlavními páry                                                   | Yes |
| Gayové a lesby mohou otevřeně sloužit v armádě                                          | Yes |
| Možnost změny pohlaví                                                                   | Yes |
| Přístup k umělému oplodnění pro lesbické ženy                                           | Yes |
| Náhradní mateřství pro gay páry                                                         | No |
| Gayové mohou darovat krev                                                               | (12měsíční zkušební lhůta)                                                                              |